# ایوان گرگل
ایوان گرگل (به انگلیسی: Ioan Gherghel) (زادهٔ ۱۸ اوت ۱۹۷۸) شناگر اهل رومانی است.